# Araeomolis albipicta
Araeomolis albipicta är en fjärilsart som beskrevs av Paul Dognin 1909. Araeomolis albipicta ingår i släktet Araeomolis och familjen björnspinnare. Inga underarter finns listade i Catalogue of Life.